# باکلان جورجیای جنوبی
باکلان جورجیای جنوبی (نام علمی: Phalacrocorax atriceps georgianus) نام یک زیرگونه از گونه باکلان شاهنشاهی است.